# 麟翁寺
麟翁寺（りんのうじ）は、福岡県嘉麻市にある曹洞宗の寺院である。山号は聖壽山。

## 概要
はじめは「大雄山永忠寺」と称し、益富城主後藤又兵衛基次の母を弔うために開山創建された。慶長11年（1606年）に基次が出奔、庇護を失うが、益富城の新しい城主となった母里太兵衛友信が永忠寺の住持・文叟のもとに参禅、友信自らの菩提寺と定めた。慶長20年（1615年）６月６日に友信が60歳にて没した後、友信の子の母里友晴が永忠寺に埋葬し、改めて母里家菩提寺として再興した。寺名は、友信の戒名「禪居院殿麟翁紹仁大居士」にちなみ「麟翁寺」と改められた。
入口の山門には、益富城の搦手門が移築されている。
敷地内には母里太兵衛友信、友晴（子）、友清（孫）それぞれの墓が3基並んで建てられており、墓の後ろ手には樹齢500年（推定、2014年時点）となる木が茂っている。